# Live...Animal
Live...Animal é um EP da banda estadunidense de heavy metal W.A.S.P., lançado em 1987 pela gravadora Restless Records. Foi produzido por Blackie Lawless.
A versão ao vivo de "Animal (Fuck Like a Beast)" foi gravada em Long Beach Arena em 10 de março de 1987 (o mesmo concerto em que o CD ao vivo "Live...In the Raw" foi gravado) e só pode ser encontrada nesse EP. A faixa "Hellion" foi gravada em 24 de Outubro no show feito no Lyceum, em Londres. A faixa "Mississipi Queen", um cover da música originalmente lançada pela banda Mountain, foi lançada apenas como lado B do single "Wild Child". Essas duas últimas faixas também podem ser encontradas na versão remasterizada do álbum "The Last Command".

## Faixas
| N.º | Título                              | Duração |  |
| 1.  | "Animal (Fuck Like a Beast)" (Live) | 5:34    |  |
| 2.  | "Hellion" (Live)                    | 4:50    |  |
| 3.  | "Mississipi Queen"                  | 3:22    |  |